# Isla Orenín
Isla Orenín (en euskera Orenin uhartea) es el nombre que recibe una pequeña isla española situada en  el embalse de Ullíbarri-Gamboa que está situado en el municipio de Elburgo, provincia de Álava.

## Historia
Son los restos del antiguo concejo alavés de Orenín, que pertenecía al antiguo municipio alavés de Gamboa.